# Invazia (film din 1993)
Body Snatchers (în traducere „Jefuitori de trupuri”) (tradus și ca „Invazia”) este un film de groază științifico-fantastic din 1993 care se bazează vag pe romanul din 1955 scris de Jack Finney, „Jefuitorii de trupuri”. Filmul este a treia adaptare cinematografică a acestui roman. Filmul a fost regizat de Abel Ferrara (regizor Bad Lieutenant și Driller Killer) după o poveste adaptată de autorul de filme B Larry Cohen și după un scenariu scris de Stuart Gordon (autor al Re-Animator) și Nicholas St. John, un colaborator frecvent al lui Ferrara. În film interpretează Gabrielle Anwar, Billy Wirth, Terry Kinney, Meg Tilly, R. Lee Ermey și Forest Whitaker.

## Distribuție
- Gabrielle Anwar - Marti Malone
- Terry Kinney - Steve Malone
- Billy Wirth - Tim Young
- Christine Elise - Jenn Platt
- R. Lee Ermey - Gen. Platt
- G. Elvis Phillips - Pete
- Reilly Murphy - Andy Malone
- Kathleen Doyle - Mrs. Platt
- Forest Whitaker - Maj. Collins
- Meg Tilly - Carol Malone